# Polystachya kaluluensis
Polystachya kaluluensis är en orkidéart som beskrevs av Phillip James Cribb och La Croix. Polystachya kaluluensis ingår i släktet Polystachya och familjen orkidéer. Inga underarter finns listade i Catalogue of Life.